# Birgit Brüel
Birgit Thora Marie-Louise Brüel (* 6. Oktober 1927 in Kopenhagen; † 23. Februar 1996 in Gentofte) war eine dänische Sängerin und Schauspielerin.

## Leben
Birgit Brüel war die Tochter von Hjalmar Thielemann (1883–1964) und Valborg Mariane Hansen (1887–1970). Sie trat bereits als Teenager als Sängerin auf. 1946 heiratete sie Irving Karl Gunsted (1924–1984); aus der Ehe, die 1949 geschieden wurde, hatte sie eine Tochter. 1950 trat sie in die Schauspielschule des Königlichen Theaters in Kopenhagen ein.
1951 heiratete sie den Architekten und Jazzmusiker Max Brüel (1927–1995) und unterbrach die Ausbildung für ein Jahr, als 1952 ihre Zwillingstöchter geboren wurden. Mit Brüels Jazzquartett trat sie in den 1950ern auf; die Ehe mit Max Brüel wurde 1962 geschieden.
Trotz der drei Kinder setzte sie ihre Karriere als Schauspielerin und Sängerin fort. 1953 begann sie ihre Karriere beim Film. 1961 trat sie in Finn Saverys und Erik Knudsens satirischem Musical  Frihed – det bedste guld auf und übernahm Rollen an verschiedenen Theatern. Von 1961 bis 1966 sang sie in der Danish Radio Jazz Group unter der Leitung von Erik Moseholm.
Mit dem Lied For dyn skyld vertrat sie Dänemark beim Eurovision Song Contest 1965 und kam auf Platz 7. Von 1968 bis 1973 war der Filmregisseur Nils Johan Magnus Cleve Vest ihr Lebensgefährte. Bis in die 1980er Jahre arbeitete sie mit dem Jazzpianisten Torben Kjær zusammen. Sie wirkte in mehr als 20 Filmen mit und war in mehreren Fernsehserien zu sehen.

## Filmografie (Auswahl)
- 1953: Far til fire
- 1954: En sømand gaar i land
- 1959: Pigen i søgelyset
- 1964: Zwei (To)
- 1968: Det kære legetøj
- 1971: Kære Irene
- 1975: Ta’ det som en mand, frue
- 1977: Familien Gyldenkål vinder valget
- 1979: Laß uns zuerst tanzen (Skal vi danse først?)
- 1988: Glashjertet
- 1993: Smukke dreng

## Diskografie
- Birgit Brüel, Gyda Hansen, Bodil Udsen, Lars Knutzon, Simon Rosenbaum: Mænd, Møer, Musik Og Meninger M.M. (Philips, 1966)
- Dame I Danmark (1967)
- Erik Moseholm, Birgit Brüel, Torben Kjær, Jesper Thorup: Jazz På Dansk (Exlibris, 1975)
- Den Hemmelige Rude (Exlibris, 1984)